# مرکبات

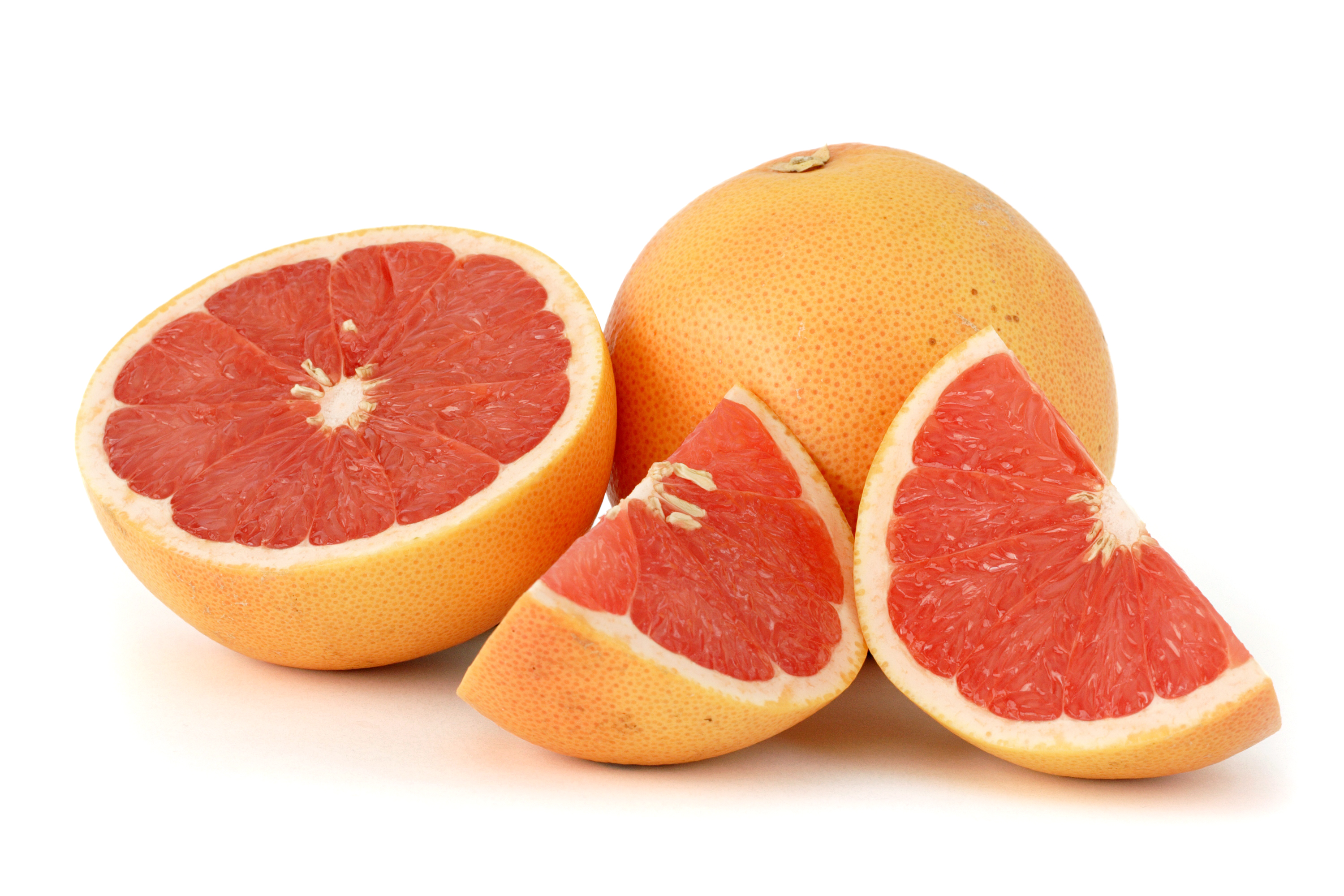
گریپ‌فروت

مُرَکَّبات یکی از مهم‌ترین سردهٔ میوه‌های نیمه‌گرمسیری هستند، که بومی آسیای جنوبی، آسیای شرقی، آسیای جنوب شرقی، ملانزی و استرالیا می‌باشند. مرکبات مهم‌ترین سرده از تیرهٔ سدابیان هستند. از مهم‌ترین مرکبات می‌توان به پرتقال، نارنگی، لیمو ترش، لیمو شیرین، گریپ فروت، دارابی، نارنج، ترنج، بکرایی، لیموعمانی، بالنگ و کام کوات و دارابی اشاره کرد.

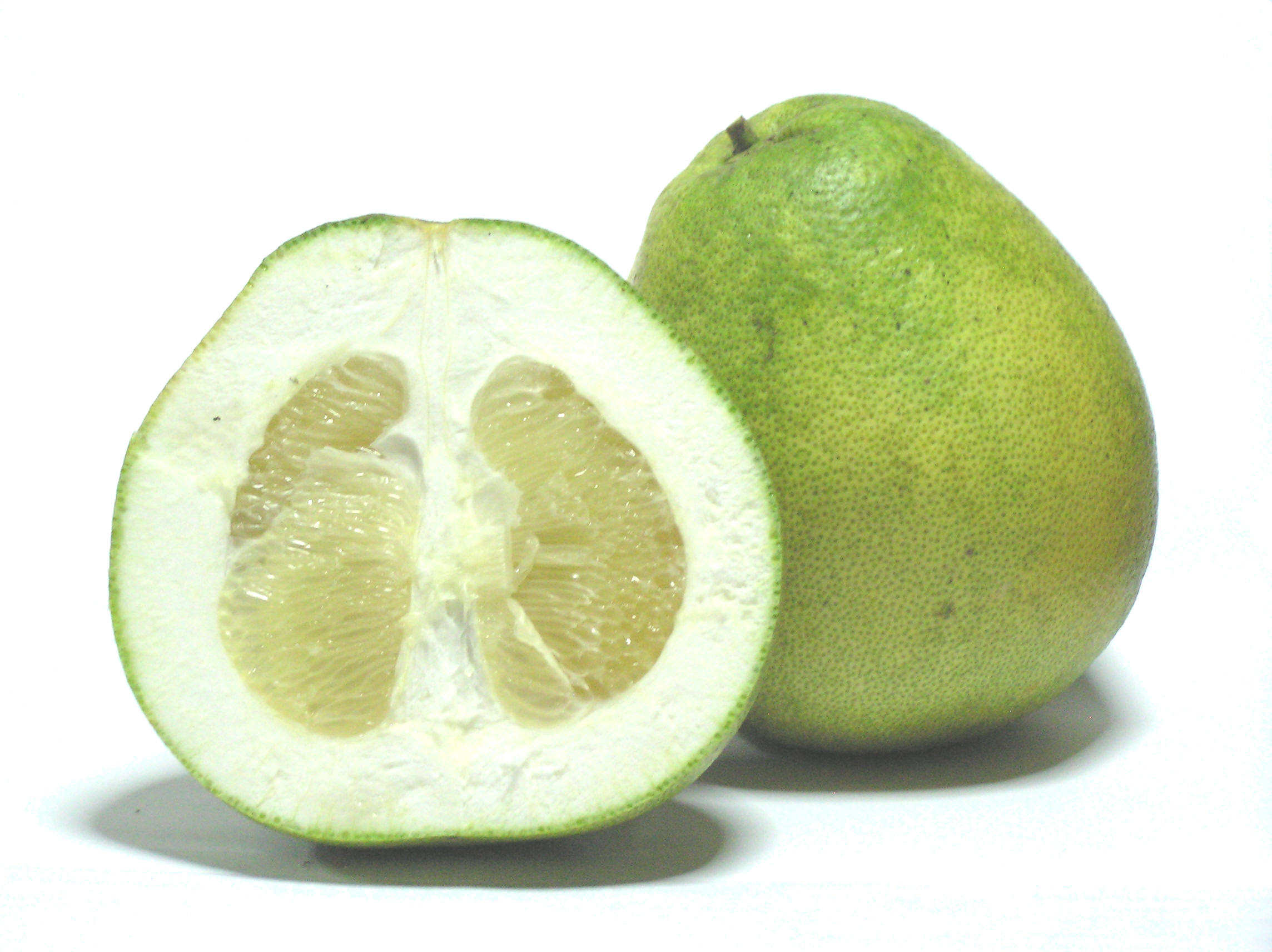
دارابی یا پومیلو یا بتابی

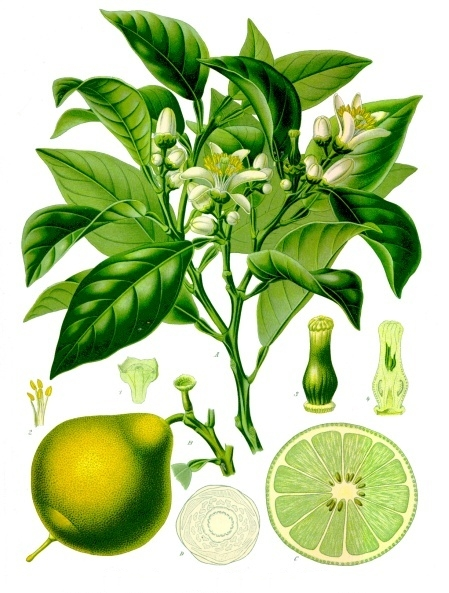
ترنج یا برگاموت

## تولید جهانی
براساس اعلام فائو، تولید جهانی مرکبات در سال ۲۰۱۶، صد و بیست و چهار میلیون تن (۱۲۴٫۰۰۰٫۰۰۰) بوده است، که حدود نیمی از این تولید را پرتقال تشکیل می‌دهد؛
همچنین طبق اعلام آنکتاد (UNCTAD)، تولید مرکبات در اوایل قرن بیست و یکم (۲۱-ه) عمدتاً به دلیل افزایش سطح زیر کشت، بهبود در حمل و نقل و بسته‌بندی، افزایش درآمدها و ترجیح مصرف‌کننده به غذاهای سالم رشد کرده است. در سال‌های ۲۰۱۹ و ۲۰۲۰، تولید جهانی پرتقال چهل و هفت میلیون و پانصد هزار تن (۴۷٬۵۰۰٫۰۰۰) تخمین زده شده که توسط کشورهای برزیل، مکزیک، اتحادیه اروپا و چین به عنوان بزرگ‌ترین تولیدکنندگان هدایت می‌شود.

## تولید در ایران

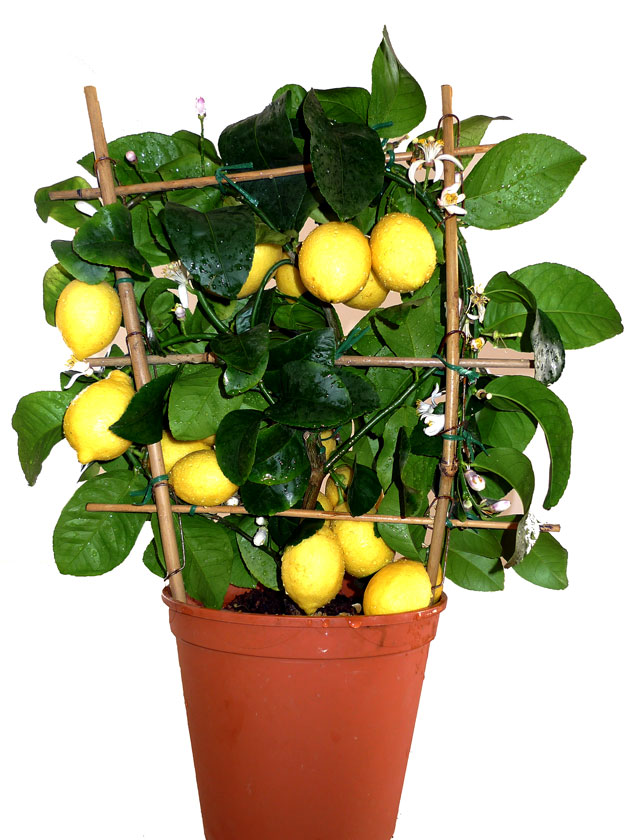
لیموی پیوندی عمل‌آمده در گلدان در ایتالیا

کشور ایران مقام هفتم را در میان کشورهای تولیدکنندهٔ مرکبات کسب کرده است، که در این میان استان‌های گیلان و مازندران بیشترین سهم در تولید مرکبات را دارا می‌باشند و پس از آن استان‌هایی نظیر خوزستان، فارس، کرمان و هرمزگان از دیگر تولیدکنندگان مهم مرکبات می‌باشند. در فرآوری تجاری این محصولات پس از برداشت، از دستگاه‌های سورتینگ برای درجه‌بندی میوه‌ها بر اساس اندازه، رنگ و کیفیت جهت عرضه بهینه به بازار استفاده می‌شود.